# Sekine Takahiro
Takahiro Sekine (sinh ngày 19 tháng 4 năm 1995) là một cầu thủ bóng đá người Nhật Bản.

## Sự nghiệp câu lạc bộ
Takahiro Sekine đã từng chơi cho Urawa Reds.